# Ольччан
Ольччан (кор. 얼짱 — «лучшее лицо») — южнокорейская субкультура привлекательных молодых мужчин и женщин, родом из Японии, Кореи или Китая. Представитель ольччан имеет большие глаза, светлую кожу, детские черты лица, что делает человека похожим на фарфоровую куклу. Часто для достижения желаемой внешности ольччан прибегают к пластическим операциям.

## Образ
Японское аниме повлияло на зарождение движения ольччан. Ольччан нередко прибегают к услугам пластических хирургов или графических фоторедакторов для придания своей внешности на фотографиях эталонного вида. Идеалом внешности считается следующий набор: большие глаза, тонкий нос, V-образная форма лица (с узким подбородком), розовые губы. Девушки должны быть миниатюрные, стройные по форме S. Макияжем подчёркивается нижнее веко, прокрашиваются ресницы; для создания кукольного взгляда используются большие контактные линзы (запрещённые для ввоза на территорию США из-за угрозы здоровью). Мужчины придерживаются образа метросексуала. Для описания прекрасного тела используется термин «момччан».
В 2000-х годах на корейских сайтах и интернет-сообществах обострился интерес пользователей к корейскому принцу Ли У (1912—1945), как к привлекательному ольччан (얼짱 황손).

## Влияние
Новое корейское культурное явление быстро распространилось по миру через сеть интернет. Ольччан повлияли на покупательные возможности, спрос на определённые виды услуг, косметические товары, цифровые фотокамеры. Яркими представителя ольччан являются модели, артисты, певцы K-pop. В Корее шло популярное шоу «Поколение ольччан», куда приглашались главные звёзды, представители движения. Вопрос привлекательности стоит и при выборе работы, поскольку к резюме требуется прикреплять фотографию.
- Певица и актриса Ку Хара, бывшая участница группы Kara
- Актриса Ким Тэ Хи
- Певица Кьюри
- Певец Ким Хён Джун из группы SS501
- Певец, актёр и модель Ким Джэ Джун
- Певец и актер О Сэ Хун, из группы EXO
- Корейский принц У